# San Paolo (Masaccio, affresco)
San Paolo è un affresco perduto di Masaccio. Lodato da fonti quali il Vasari nelle Vite de' più eccellenti pittori, scultori e architettori, si trovava forse a fianco delle pareti di una cappella nel transetto sinistro della chiesa del Carmine a Firenze, facente pendant con un San Pietro di Masolino pure perduto.

## Storia
Secondo la testimonianza del Vasari, l'opera venne così apprezzata da fruttare ai due pittori la commissione della Cappella Brancacci, nel braccio opposto del transetto. Per questo vengono datati al 1424, prima della partenza di Masolino per l'Ungheria. Gli affreschi vennero probabilmente distrutti in un restauro della chiesa del 1675.

## Descrizione
Secondo il biografo aretino, il san Paolo ritraeva Bartolomeo di Angiolino Angiolini a grandezza naturale ed ispirava "una terribilità tanto grande", che sembrava mancargli solo la parola. Vi erano scorci "da sott'in su" eseguiti con grande perizia e colpì soprattutto la capacità di rappresentare i piedi e l'appoggio al terreno realisticamente, abbandonando "quella goffa maniera [dell'arte gotica], che faceva [...] tutte le figure in punta di piedi".